# Фишт
Фишт (от адыг. Фыщт — «белая голова») — горная вершина в западной части Главного Кавказского хребта, высота — 2867,7 метра.

## Описание
Фишт образует совместно с вершинами Оштен и Пшеха-Су так называемый Фишт-Оштенский массив. Вершины массива представляют собой первые (продвигаясь с запада на восток) на Кавказе вершины альпийского типа, то есть поднимающиеся значительно выше верхней границы ле́са, имеющие широкий пояс субальпийских и альпийских горных лугов. Кроме того, Фишт — самая западная вершина Кавказа, имеющая ледники на своих склонах (Большой и Малый Фиштинские ледники) и значительные скальные сбросы.
В структурном отношении Фишт являет собой глыбовое поднятие, сложенное пластами рифогенных известняков. Мощные известняковые толщи способствуют развитию многочисленных и разнообразных карстовых форм (воронки, пещеры). Из известных на склоне горы находится пещера Парящая птица. С 1994 года на Фиште исследуется пещерная система «Белая звёздочка», которая является одной из самых глубоких в России. На восточном склоне пещера Асланбека. 
По Большому Фиштинскому леднику проходит классический маршрут восхождения категории сложности 1Б Также существуют маршруты восхождения сложностью до 6А.
Со склонов Фишта берёт начало река Пшеха, у вершин Фишта и Оштена расположен исток реки Белой, которая ниже по течению принимает воды Пшехи и впадает в Кубань. Река Шахе также берёт начало на Фиште, но впадает в Чёрное море. Из западной стены горы вытекает Пшехский водопад.

## История восхождений
Одним из первых восхождение на вершины Фишт и Оштен совершил русский ботаник Альбов Н.М., упоминавший об этом в своей публикации 1894 года.

## В массовой культуре
Гора упомянута в ролике «Русская азбука», показанном во время открытия XXII зимних Олимпийских игр в Сочи. В честь горы был назван стадион в городе Сочи.

## Несчастные случаи
Групповые несчастные случаи с гибелью людей происходили на Фиште в 1975 году (21 погибший на туристском маршруте) и в 1986-м (11 погибших). Также в 1981 в районе горы погибли спелеологи.